# جاك كولتر
جاك كولتر (مواليد 1994) هو فنان إيرلندي من بلفاست. عرف باستخدامه التعبيري المجرد في فنه.